# Guy's Hospital
El Guy's Hospital (Guy´s and  St Thomas) es un hospital universitario en Londres, Inglaterra. Incluye el quinto edificio hospitalario más alto del mundo con una altura de  149 metros. En mayo de 2022, tomó relevancia a nivel mundial al ser el primer centro hospitalario a nivel mundial en reportar un caso del brote de viruela símica de 2022.

## Historia
El hospital fue fundado en 1721 por el editor e inversionista Thomas Guy, para tratar a los pacientes «incurables» del St Thomas' Hospital, del cual era patrono.
En 1818, James Blundell llevó a cabo la primera transfusión de sangre humana, en el Guy's Hospital. Entre 1818 y 1825, Blundell realizó diez transfusiones de este tipo, cinco de las cuales resultaron en la curación de los pacientes. En 1828, Blundell escribiría en Lancet que:

After undergoing the usual ordeal of neglect, opposition and ridicule, the operation will hereafter be admitted into general practice.
Tras su paso por la ordalía habitual de desprecio, oposición y burla, a partir de ahora, el procedimiento será admitido como parte del ejercicio de la medicina general.

Otros avances en el campo de la medicina asociados con el Guy's incluyen los trasplantes, sobre todo respecto a la regulación de la expresión génica, un campo en el cual fue pionero el inmunólogo y patólogo Peter Gorer quien, en 1937, estableció por primera vez que se podría distinguir las células de distintos animales según sus moléculas (tissue typing).
En 1824, Thomas Addison creó el departamento para las infecciones de la piel.

## Departamentos
- St John's Institute of Dermatology, establecido en 1863.[7]